# Bokslut
Bokslut är en regelbundet genomförd sammanställning av ett företags bokföring. Vanligtvis innehåller det resultaträkning och balansräkning.

## Årsbokslut
Att göra årsbokslut handlar om att avsluta den löpande bokföringen för ett räkenskapsår. Med det menas att man sammanställer alla transaktioner under året samt gör s.k. bokslutsdispositioner, till exempel fonderar medel i skatteutjämningsreserver, periodiseringsfonder m m och redovisar den sammanställda informationen i en balans- och resultaträkning för räkenskapsåret.
En årsredovisning (med årsbokslut) skall enligt årsredovisningslagen (ÅRL) innehålla:
- Förvaltningsberättelse
- Balansräkning
- Resultaträkning
- Vissa tilläggsupplysningar i form av noter
- Revisionsberättelse

Ett årsbokslut behöver inte offentliggöras.
Ett förenklat årsbokslut är i Sverige uppställt på ett formellt men förenklat sätt, som är tillåtet för enskilda näringsidkare med en omsättning på högst 3 miljoner kronor .

## Periodbokslut
Ett periodbokslut kan göras för en period under innevarande räkenskapsår. Det är vanligt att större företag gör kvartalsbokslut för sin delårsrapport. Man sammanställer då alla transaktioner under den aktuella perioden och framställer en balans- och resultaträkning för perioden.